# Richard Trautmann
Richard Trautmann (Múnich, 7 de febrero de 1969) es un deportista alemán que compitió en judo.
Participó en dos Juegos Olímpicos, obteniendo una medalla de bronce en cada edición, Barcelona 1992 y Atlanta 1996, ambas en la categoría de –60 kg. Ganó una medalla de bronce en el Campeonato Mundial de Judo de 1993.

## Palmarés internacional
| Juegos Olímpicos   | Juegos Olímpicos         | Juegos Olímpicos  | Juegos Olímpicos |
| Año                | Lugar                    | Medalla           | Categoría        |
| ------------------ | ------------------------ | ----------------- | ---------------- |
| 1992               | Barcelona (España)       | Medalla de bronce | –60 kg           |
| 1996               | Atlanta (Estados Unidos) | Medalla de bronce | –60 kg           |
| Campeonato Mundial |                          |                   |                  |
| Año                | Lugar                    | Medalla           | Categoría        |
| 1993               | Hamilton (Canadá)        | Medalla de bronce | –60 kg           |